# James Marsh (Basketballspieler)
James Marsh (* 14. Juli 1970 in Trier) ist ein ehemaliger deutscher Basketballspieler.

## Leben
Der 1,93 m große Small Forward spielte von 1986 bis 2006 mit Ausnahme einer einjährigen Unterbrechung, als er 1990/91 für die Davidson Wildcats in den USA auf Korbjagd ging, in seiner Heimatstadt für die TBB Trier. Er wurde mit dem Verein in den Jahren 1998 und 2001 deutscher Pokalsieger.
Beim BBL-Allstar-Game der Saison 1993/'94 in Karlsruhe wurde Marsh Gewinner des Slam-Dunk-Contests.
Auf Grund seiner langjährigen Vereinszugehörigkeit und der maßgeblichen Beteiligung an den Erfolgen im DBB-Pokal gilt Marsh neben Carl Brown, Bernard Thompson und Keith Gray als eine der Hauptpersonen im Trierer Basketball. Marsh war Mannschaftskapitän, er wurde als „eine Symbol- und Identifikationsfigur des Trierer Basketballs“ eingestuft. Trainer Joe Whelton bezeichnete ihn sogar als „Dinosaurier“, weil heutzutage kaum noch jemand so lange bei einem einzigen Verein spielt. Seine große Stärke war die Verteidigungsarbeit. Das Fachblatt Basketball bezeichnete ihm im Sonderheft der Bundesliga-Saison 2000/'01 als Triers „Abwehrchef“, der dank seiner Athletik „auch auf körperlich überlegene Gegner angesetzt werden“ könne. Marshs Schwäche war der Distanzwurf. Der für seine Musikleidenschaft bekannte Marsh war zusammen mit Stefano Garris und Reggie Bassette Anfang der 2000er Jahre an einem Mottolied der Basketball-Bundesliga beteiligt. Wegen anhaltender Kniebeschwerden beendete er zum Ende der Saison 2005/'06 seine Karriere als Leistungssportler. Er erzielte in der Bundesliga insgesamt 3848 Punkte. Von März 2009 bis September 2010 war der diplomierte Sporttourismus-Manager bei der TBB als Manager für Vermarktung und Öffentlichkeitsarbeit tätig, von März bis Mai 2010 auch als Assistenztrainer.
Seit 2011 ist James Marsh als Gewerkschaftsfunktionär tätig. Nach einer kurzen Tätigkeit beim Verband Bildung und Erziehung (VBE) war er von 2012 bis 2014 Sekretär der Gewerkschaft für Erziehung und Wissenschaft (GEW) Rheinland-Pfalz, ab Oktober 2014 war er Regionsgeschäftsführer beim Deutschen Gewerkschaftsbund (DGB) Region Trier. Im April 2022 trat Marsh das Amt des Geschäftsführers der deutschen Grenzgänger-Sektion der luxemburgischen Gewerkschaft OGBL an.
Marsh ist Sänger der Trierer Ska-Band Spy Kowlik.
James Marsh ist Trainer der U14-Jugendmannschaft des Vereins DJK/MJC Trier.
Sein Vater war der Musiker und Kampfsportler William (Bill) Marsh († 2022).

## Ehrungen
Aufgrund seiner Verdienste für den Trierer Basketball wird seine Trikotnummer 7 nicht mehr vergeben und ist somit neben der Trikotnummer 32 (Jermaine Bucknor) die einzige gesperrte Rückennummer der TBB Trier bzw. des Nachfolgevereins Gladiators Trier.